# Nina Mittelham
Nina Mittelham (Willich, 23 de noviembre de 1996) es una jugadora de tenis de mesa alemana.

## Palmarés internacional
| Campeonato Mundial | Campeonato Mundial | Campeonato Mundial | Campeonato Mundial  |
| Año                | Lugar              | Medalla            | Prueba              |
| ------------------ | ------------------ | ------------------ | ------------------- |
| 2022               | Chengdu            | Medalla de bronce  | Equipo              |
| Campeonato Europeo |                    |                    |                     |
| Año                | Lugar              | Medalla            | Prueba              |
| 2017               | Luxemburgo         | Medalla de plata   | Equipo              |
| 2018               | Alicante           | Medalla de oro     | Dobles femenino     |
| 2020               | Varsovia           | Medalla de plata   | Dobles femenino     |
| 2020               | Varsovia           | Medalla de oro     | Dobles mixto        |
| 2021               | Cluj-Napoca        | Medalla de oro     | Equipo              |
| 2022               | Múnich             | Medalla de plata   | Individual femenino |
| Juegos Europeos    |                    |                    |                     |
| Año                | Lugar              | Medalla            | Prueba              |
| 2019               | Minsk              | Medalla de oro     | Equipo              |